# Nuncia
Genre
Synonymes
- Metanuncia Roewer, 1915
- Chilenuncia Muñoz-Cuevas, 1971

Nuncia est un genre d'opilions laniatores de la famille des Triaenonychidae.

## Distribution
Les espèces de ce genre se rencontrent en Nouvelle-Zélande, en Argentine et au Chili.

## Liste des espèces
Selon World Catalogue of Opiliones (29/05/2021) :
- Nuncia (Corinuncia) Forster, 1954
  - Nuncia coriacea (Pocock, 1903)
  - Nuncia elongata Forster, 1954
  - Nuncia frustrata Forster, 1954
  - Nuncia levis Forster, 1954
  - Nuncia nigriflava (Loman, 1902)
  - Nuncia pallida Forster, 1954
  - Nuncia planocula Forster, 1954
  - Nuncia smithi Hogg, 1920
  - Nuncia stewartia (Hogg, 1910)
  - Nuncia sublaevis (Pocock, 1903)
  - Nuncia tumidarta Forster, 1954
  - Nuncia variegata (Hogg, 1920)
- Nuncia (Micronuncia) Forster, 1954
  - Nuncia alpha Forster, 1954
  - Nuncia contrita Forster, 1954
  - Nuncia roeweri Forster, 1954
- Nuncia (Nuncia) Loman, 1902
  - Nuncia arcuata Forster, 1954
  - Nuncia conjuncta Forster, 1954
  - Nuncia constantia Forster, 1954
  - Nuncia dentifera Forster, 1954
  - Nuncia fatula Forster, 1954
  - Nuncia grandis Forster, 1954
  - Nuncia heteromorpha Forster, 1954
  - Nuncia inopinata Forster, 1954
  - Nuncia kershawi Forster, 1965
  - Nuncia marchanti Forster, 1965
  - Nuncia obesa (Simon, 1899)
  - Nuncia oconnori Forster, 1954
  - Nuncia stabilis Forster, 1954
  - Nuncia sulcata Forster, 1954
  - Nuncia tapanuiensis Forster, 1954
  - Nuncia townsendi Forster, 1965
  - Nuncia tumula Forster, 1954
  - Nuncia vidua Forster, 1954
- sous-genre indéterminé
  - Nuncia americana Roewer, 1961
  - Nuncia chilensis (Soares, 1968)
  - Nuncia rostrata Maury, 1990
  - Nuncia spinulosa Maury, 1990
  - Nuncia verrucosa Maury, 1990

## Publications originales
- Loman, 1902 : « Neue aussereuropäische Opilioniden. » Zoologische Jahrbücher / Abteilung für Systematik, Ökologie und Geographie der Tiere, vol. 16, no , p. 163–216 (texte intégral).
- Forster, 1954 : « The New Zealand Harvestmen (sub-order Laniatores). » Canterbury Museum Bulletin, vol. 2, p. 1-329.